# Christian Erlenmayer
Christian „Kridler“ Erlenmayer (* 4. August 1985 in Pforzheim) ist ein deutscher Faustballspieler. Er spielt sowohl in der Feldsaison, als auch in der Hallensaison beim TV Unterhaugstett in der 1. Bundesliga bzw. 2. Bundesliga Süd. Sein Länderspiel-Debüt gab er am 16. Juni 2007 in Frauenfeld gegen die Schweiz im Rahmen des Eidgenössischen Turnfests.

## Karriere
Seine Position im Verein und Nationalmannschaft ist im Angriff. Jedoch nimmt er in der Nationalmannschaft die Position auf der rechten Angriffsseite ein. Beim TV Unterhaugstett steht er auf der Hauptangriffsposition vorne links. Bei den Vorbereitungslehrgängen für die Weltmeisterschaft 2007 wurde er durch den heutigen Bundestrainer Olaf Neuenfeld in das 10er Team nominiert.
Am 16. Juni 2007 gab er in der Schweiz (Frauenfeld) sein Länderspiel-Debüt. Mit einer kurzen Auszeit 2008, war er bis einschließlich 2010 im Kader der Nationalmannschaft vertreten. 2011 und 2012 pausierte er erneut und war erst 2013 wieder Teil der deutschen Nationalmannschaft, die den World Games-Titel 2013 im kolumbianischen Cali erringen konnte.
Seit seiner Jugendzeit geht er in der Feldsaison für den TV Unterhaugstett an den Start. In den Hallensaison hatte er Stationen beim TV Öschelbronn, SpVgg Weil der Stadt, NLV-Stuttgart-Vaihingen und dem TV Vaihingen/Enz durchlaufen. Dort konnte er die bislang größten Erfolge auf Vereinsebene feiern.

## Erfolge
Nationalmannschaft
- 2004: U21-Europameister (Hochburg an der Ach, Österreich)
- 2005: U21-Europameister (Tecknau, Schweiz)
- 2006: U21-Europameister (Unterhaugstett, Deutschland)
- 2007: 3. Platz Weltmeisterschaft (Oldenburg, Deutschland)
- 2009: 4. Platz World Games (Kaohsiung, Taiwan)
- 2010: 3. Platz Europameisterschaft (Ermatingen, Schweiz)
- 2013: World-Games-Sieger (Cali, Kolumbien)

Verein
- 2005: 3. Platz Deutsche Meisterschaft (SpVgg Weil der Stadt)
- 2010: 2. Platz Europapokal der Landesmeister (TV Vaihingen/Enz)
- 2010: 3. Platz Deutsche Meisterschaft (TV Vaihingen/Enz)

## Ehrungen
Am 25. Oktober 2013 wurde er für den World-Games-Titel in Kolumbien durch Bundespräsident Joachim Gauck für den sportlichen Erfolg mit dem Silbernen Lorbeerblatt geehrt.  Im Rahmen einer Feier, die von Johannes B. Kerner moderiert wurde, bekam er die höchste Auszeichnung für deutsche Sportler überreicht.